# Рива, Диана-Мария
Диа́на-Мари́я Ри́ва (англ. Diana-Maria Riva, род. 22 июля 1969) — американская телевизионная актриса.

## Биография
Рива родилась в Цинциннати, штат Огайо, и окончила Университет Цинциннати. На телевидении она дебютировала в недолго просуществовавшем ситкоме ABC «Общее право», а затем появлялась в сериалах «Одно убийство», «Притворщик», «Секретные материалы», «Полиция Нью-Йорка» и «Все любят Рэймонда».
Рива снялась в нескольких недолго просуществовавших сериалах, среди которых были «Филадельфия» с Ким Дилейни (ABC, 2001—2002), «Луис» (Fox, 2003), «На краю жизни» (Lifetime, 2007), «Хорошие парни» (Fox, 2010), «Роб» (CBS, 2012) и «Святой Джордж» (FX, 2014). Большего успеха она добилась благодаря второстепенным ролям в сериалах «Сабрина — маленькая ведьма», «Западное крыло», «Студия 60 на Сансет-Стрип» и «Мост». В 2015 году она снимается в ситкоме NBC «Теленовелла», а с 2017 года — в ситкоме CBS «Всё схвачено».
Вне телевидения Рива появилась в фильмах «Чего хотят женщины» (2000), «Третий лишний» (2001), «В погоне за Папи» (2003), «Папе снова 17» (2009) и «Семейная свадьба» (2010).

## Фильмография

### Фильмы
- What Women Want (2000)
- The Third Wheel (2002)
- Exposed (2003)
- Chasing Papi (2003)
- Employee of the Month (2004)
- Папе снова 17 / 17 Again (2009) — судья
- Our Family Wedding (2010)
- Short Term 12 (2013)
- McFarland, USA (2015)
- Love & Mercy (2015)

### Телевидение
- Common Law (1996)
- Murder One (1997)
- Party of Five (1997-1999)
- Секретные материалы (1999)
- NYPD Blue (1997–99)
- Все любят Рэймонда (1999-2001)
- The Drew Carey Show (2000)
- Philly (2001-2002)
- Сабрина — маленькая ведьма (2002–03)
- CSI (2004)
- Reba (2004)
- Less Than Perfect (2004–05)
- The West Wing (2005–06)
- Studio 60 on the Sunset Strip (2006–07)
- Side Order of Life (2007)
- Castle (2009)
- The Good Guys (2010)
- Rob (2012)
- The Bridge (2013-15)
- Telenovela (2015–16)
- Saint George (2014)
- Girl Meets World (2015)
- Всё схвачено (2016–17)